# Urodacus hoplurus
Espèce
Synonymes
- Urodacus hillieri Hirst, 1911

Urodacus hoplurus est une espèce de scorpions de la famille des Scorpionidae.

## Distribution
Cette espèce est endémique d'Australie. Elle se rencontre en Australie-Occidentale, en Australie-Méridionale et dans le Territoire du Nord.

## Description
Le mâle holotype mesure 103 mm.
Le mâle décrit par Koch en 1977 mesure 103 mm.

## Publication originale
- Pocock, 1898 : « The Australian scorpions of the genus Urodacus, Pet. » Annals and Magazine of Natural History, sér. 7, vol. 2, p. 59-67 (texte intégral).